# Gabe Sachs
Gabe Sachs est un producteur/scénariste américain. Il a notamment participé à des séries télévisées comme Freaks and Geeks, Voilà !, La Vie comme elle est, 90210 Beverly Hills : Nouvelle Génération  et What About Brian.